# MÁV 294 sorozat
A MÁV 294 egy szertartályos keskenynyomtávú gőzmozdonysorozat volt a Magyar Királyi Állami Vasgyár és Barnaszénbányánál.

## Története
A Magyar Királyi Állami Vasgyár és Barnaszénbánya üzemi szállítási igényei kiszolgálására beszerzett 1893 és 1897 között a Krauss & Co. müncheni mozdonygyárától 4 db 2B elrendezésű gőzmozdonyt, majd 1901 és 1903 között közel azonos kivitelben a MÁVAG-tól. A mozdonyok a 4-6, 12, 14 illetve 16 pályaszámot kapták. A gyár története során előbb 1928-ban DIMAG 4-6, 12, 14, 16 változtatták a pályaszámokat, majd 1945-ben NIK 211.004-006 illetve 009-011-ra. Végül 1952-ben MÁV állományba kerülve a 294.5001-5006 pályaszámokat kapták.
A mozdonyokat 1959 és 1969 között selejtezték.